# Homo rudolfensis
Espèce
Homo rudolfensis est une espèce éteinte du genre Homo, attestée en Afrique de l'Est entre 2 et 1,8 millions d'années, et peut-être dès 2,4 millions d'années selon les auteurs. Elle tire son nom du lac Rudolf, ancien nom du lac Turkana, au Kenya, où ses premiers fossiles ont été découverts en 1972. Homo rudolfensis et Homo habilis sont les espèces décrites du genre Homo les plus anciennes.

## Historique
Le premier spécimen de cette espèce fut découvert en 1972 à Koobi Fora, sur la rive est du lac Turkana, au Kenya, par l'équipe du paléoanthropologue anglo-kenyan Richard Leakey. Celui-ci l'attribua provisoirement à l'espèce Homo habilis.
En 1986, le paléoanthropologue russe Valeri Alekseïev décrivit une nouvelle espèce, qu'il dénomma Homo rudolfensis, du nom du lac Rudolf (ou lac Turkana), à laquelle le précédent fossile fut attribué en 1999 par le paléoanthropologue anglais Bernard Wood. Pendant plus de 25 ans, le doute subsista parmi les chercheurs sur la validité de ce nouveau taxon, certains d'entre eux estimant que ce n'était qu'une variété d'Homo habilis.

## Extension géographique
On a trouvé des fossiles d'Homo rudolfensis au Malawi (UR 501), en Tanzanie (gorges d'Olduvaï), au Kenya (Koobi Fora) et en Éthiopie (vallée de l'Omo).

## Caractéristiques
La capacité crânienne d'Homo rudolfensis est de 750 cm3 en moyenne. Elle est donc supérieure à celle d'Homo habilis (650 cm3 en moyenne).
Homo rudolfensis présente des orbites extrêmement hautes, une ouverture nasale très étroite, un torus supra-orbitaire développé plus médialement que latéralement, une voute crânienne épaisse, une forme de l'écaille de l'os temporal haute et arrondie. Il a de grandes incisives.
On ne dispose d'aucuns restes fossiles post-crâniens d'Homo rudolfensis. Sa capacité crânienne plus étendue a fait supposer qu'il était plus grand que son contemporain Homo habilis.
Caractères anatomiques permettant de distinguer les spécimens attribués à Homo rudolfensis (en premier) et à Homo habilis (en second) :
- épaisseur de la voute crânienne : épaisse / mince
- dépression en arrière de la région orbitaire : absente / présente
- dépression postorbitaire latérale : absente / présente
- position des lignes courbes temporales : médiane / haute
- forme de l'écaille de l'os temporal : haute et arrondie / basse et triangulaire
- orientation du bord antérieur de l'écaille de l'os temporal : antérieure / verticale
- jonctions des crêtes mastoïdiennes et supramastoïdiennes : jonction / pas de jonction
- inclinaison de la région de la nuque : faible / forte
- torus occipital : absent / développement médial
- forme de la racine du processus zygomatique de l'os temporal : plane / elliptique
- largeur de la face supérieure par rapport à la face moyenne : large / identique
- position du point frontomaxillaire par rapport à la rangée dentaire : P4-M1 / M1
- taille de l'os zygomatique : grand / court
- fosse zygomatico-maxillaire : absente / présente
- individualisation de la région incisive par rapport à l'ouverture nasale : région incisive participe à l'ouverture nasale / région incisive indépendante de l'ouverture nasale
- forme des orbites : carrée / rectangulaire à allongement supéro-inférieur
- position du bord supérieur de l'orbite par rapport au bord inférieur : dans le même plan / en position antérieure
- surface occlusale de la troisième molaire par rapport à la deuxième molaire : > 1 / < 1
- taille des incisives : grande / petite
- forme de la région mentonnière : subrectangulaire / convexité médio-latérale
- parallélisme du grand axe de la mandibule et de la rangée dentaire : parallèle / < 15

## Principaux fossiles

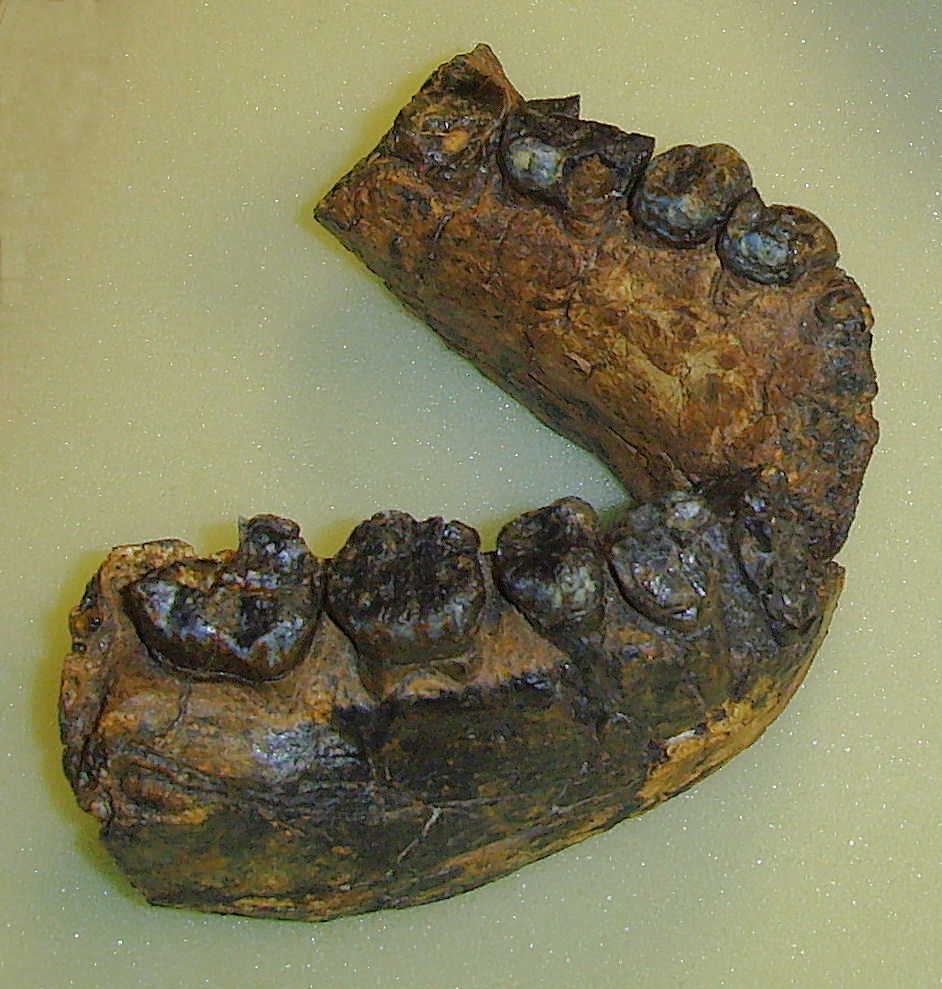
UR 501 (original), le fossile le plus ancien dHomo rudolfensis.

### UR 501
UR 501 est une mandibule fragmentaire trouvée en 1991 au Malawi par l'équipe de Timothy Bromage et Friedemann Schrenk. Elle est datée de 2,5 à 2,4 millions d'années.

### KNM-ER 1470
KNM-ER 1470 a été trouvé sous la forme d'une centaine de fragments, qui, une fois assemblés, forment un calvarium assez complet. Il a été découvert en 1972 à Koobi Fora (Kenya) par l'équipe de Richard Leakey. Il est daté d'environ 1,9 million d'années.

## Analyse
Homo rudolfensis cohabitait en Afrique de l'Est avec Paranthropus boisei, Homo habilis et Homo ergaster. Australopithecus sediba, Paranthropus robustus et Homo gautengensis, en Afrique australe, et Homo georgicus, en Géorgie, vivaient également à la même époque.
Cette cohabitation entre différentes espèces de la lignée humaine montre  que l'évolution de cette lignée est buissonnante et non linéaire.